# Waikato (região)
Waikato é uma região da Ilha Norte da Nova Zelândia. Há variantes no que o nome designa realmente, mas em todos os casos trata-se da região ao redor de Hamilton que se estende pelo vale do Rio Waikato.

## Região governamental

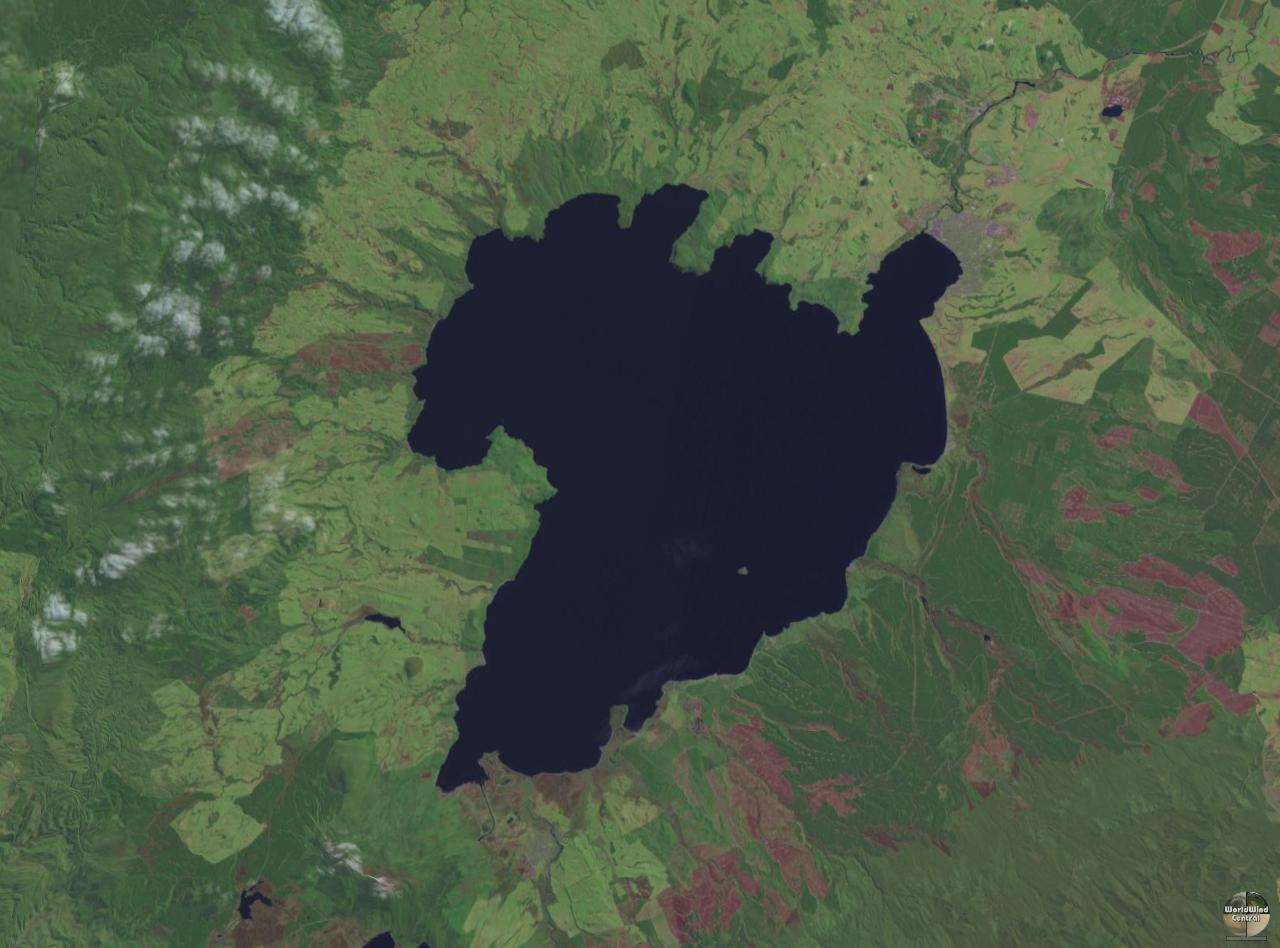
Lago Taupo visto do espaço

A Região governamental de Waikato é um governo local na parte oeste da Ilha Norte. Indo do Lago Taupo e da Terra do Rei no sul, até à Península de Coromandel na Região de Auckland. A região tem uma área de 25.000 km² e uma população de 381.900 habitantes.

### Região
O termo Região de Waikato é utilizado para parte da Região governamental de Waikato, excluindo as áreas ao redor da Península Coromandel e o Vale do Thames, além do norte do Lago Taupo no sudeste.

### Distrito
Distrito de Waikato é utilizado para se referir ao distrito administrado pelo Conselho Distrital de Waikato. Cobre as cidades de Ngaruawahia, Huntly e Raglan.

### Rio
O Rio Waikato é um longo rio cujo nome significa em maori, água corrente. É ele que dá nome à região.

## Geografia

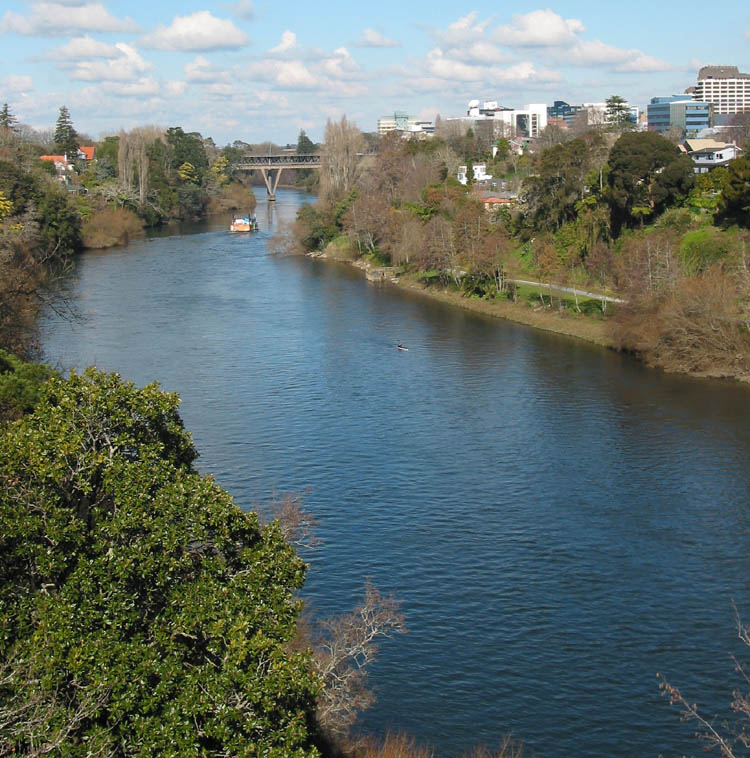
O Rio Waikato em Hamilton

No oeste, a região é banhada pelo Mar da Tasmânia. A região costeira é cheia de colinas, conhecidas localmente como Serra Hakarimata. A costa apresenta três grande portos naturais: Raglan, Aotea e Kawhia. A área ao redor de Raglan é conhecida pelo suas praias de areia vulcânicas negras, e também pelas ótimas condições para surfe.
Ao leste das colinas costeiras fica a longa planície onde fica o Rio Waikato. A região tem um clima úmido, e há ricas fazendas, também contém alagados de turfa. É ao longo da planície do Rio Waikato em que a maioria da população vive. A área ao redor de Cambridge tem muitas fazendas de criação de cavalos de corrida.
No norte da região, nas redondezas de Te Kauwhata há produção dos melhores vinhos do país. Diversos lagos são encontradas nesta parte de Waikato, sendo o maior deles o Lago Waikare.
No leste da região, a terra se eleva até a Serra Kaimai e a Serra Mamaku. As partes mais elevadas do Rio Waikato são usadas para produção energética, e alguns lagos artificiais são encontrados no sudeste da área.

## História
Até a chegada dos europeus, o oeste da Ilha Norte era densamente ocupado por tribos iwi como Ngati Toa e Tainui.
Waikato tem uma história bastante interessante particularmente na relação entre maoris e europeus no início da colonização da Nova Zelândia. Durante as Guerras Maoris na década de 1860, Waikato servia de cenário para batalhas sangrentas. Em retaliação à ajuda dos Maori Waikato que ajudaram os Maori Taranaki a proteger as suas terras na Primeira Guerra Taranaki, o governo colonial (com a ajuda de tropas britânicas) empurrou para o sul a maioria dos nativos. Lutando em várias linhas comandadas pelos iwi e pelo Movimento do Rei. Durante os anos de 1863 e 1864 lutas ocorreram em Meremere, Ngaruawahia e Rangiaowhia (sudeste de Cambridge) e em Orakau (perto de Te Awamutu). Eventualmente as forças do Movimento do Rei ficaram presas no sul, área conhecida atualmente como Terra do Rei.
O Marae Nacional (local sagrado para os maoris), Turangawaewae, fica em Ngaruawahia. É lá onde a Rainha Maori, Te Atairangi Kaahu, se encontrava até sua morte em 15 de agosto de 2006.

## População
Hamilton é a principal cidade da região, com uma população estimada entre 115 000 e 120 000 habitantes (2005), abriga a Universidade de Waikato. As vilas de Matamata, Tokoroa, Te Awamutu e Cambridge têm entre 10 e 15 mil habitantes.
Na região há ainda vilas menores, como Huntly, Morrinsville, Ngaruawahia, Otorohanga, Putaruru, Raglan, Te Kauwhata, Te Kuiti e Tirau.
Outras cidades fora da Região administrativa, mas dentro da Região de Waikato incluem Tuakau e Mercer, ao sul de Auckland; Paeroa, Te Aroha, Thames, Whangamata e Whitianga ao redor do Vale Thames e da Península Coromandel; e as cidades de Taupo (população de 21 000) e a cidade de Turangi no sudeste.
Os habitantes de Waikato usam o termo Mooloo para referir a eles mesmos ou a sua região, particularmente quando se trata de esportes. A palavra foi dada primeiramente ao time de rugby de Waikato.

### Mooloosfamosos
- Jim Bolger - ex-primeiro-ministro da Nova Zelândia
- Helen Clark - atual primeira-ministra da Nova Zelândia
- Don Clarke - jogador de rugby
- The Datsuns - banda de rock
- Tim Finn e Neil Finn - escritores e músicos
- Rangimarie Hetet - de Marae Oparure, morreu aos 103 anos de idade, uma jóia viva do tesouro maori.
- Dame Malvina Major - cantora aclamada internacionalmente
- Bruce McLaren - piloto de corrida
- Colin Meads - jogador de rugby
- Richard O'Brien - escritor do clássico The Rocky Horror Picture Show
- Eva Rickard - de ascendência Tainui, líder e defensor do direito maori